# تست خمش سه‌نقطه‌ای

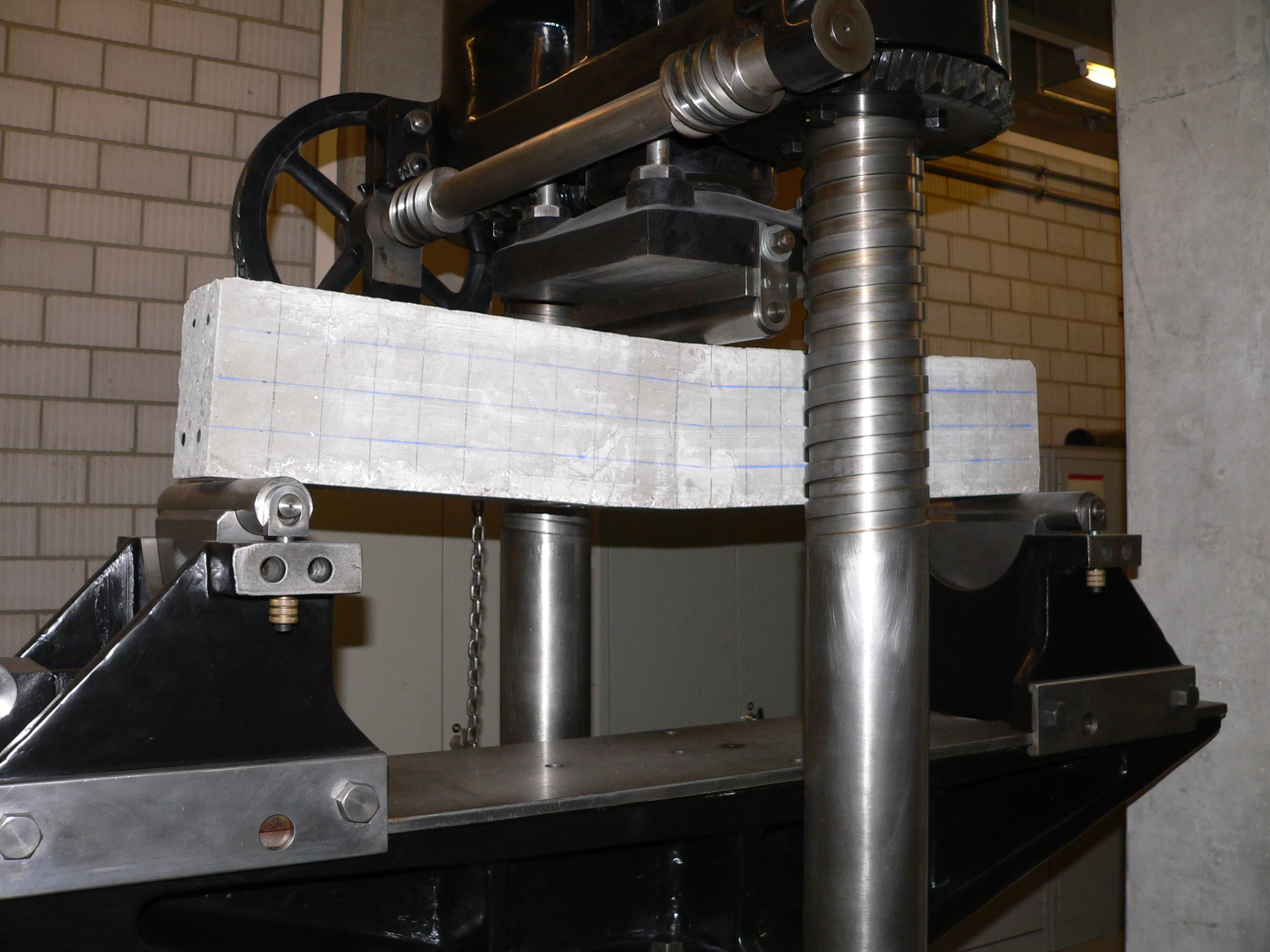
1940s flexural test machinery working on a sample of concrete

تست خمش سه نقطه‌ای (انگلیسی: Three point flexural test) نوعی آزمون مکانیکی است که به محاسبه مقادیر مدول الاستیسیته خمشی{\displaystyle E_{f}}، تنش خمشی{\displaystyle \sigma _{f}} و کرنش خمشی{\displaystyle \epsilon _{f}} و پاسخ تنش-کرنشی خمشی ماده می‌پردازد. این تست به وسیله دستگاه های استاندارد، موسوم به دستگاه تست کششی یونیورسال در چیدمان های مختلف (مثل خمش سه نقطه ای یا چهار نقطه ای) انجام می شود. مزیت اصلی آزمون خمشی سه نقطه ای، سهولت تهیه نمونه آزمایشی مناسب است. با این حال، این روش معایبی نیز دارد: نتایج آزمایش به هندسه نمونه در دستگاه و سرعت انجام عملیات حساس است.

## روش های انجام
در ابتدا باید گفت روش انجام آزمون برای نمونه های مختلف، شامل یک سری اصول مشخص و استاندارد است اما جزئیات آماده سازی، شرایط نمونه آزمایشی و نحوه انجام آزمایش بر نتایج آزمون تأثیر می گذارد.
در روش سه نقطه ای، مطابق شکل، نمونه به شکل یک تیر یکنواخت بر روی دو پایه نگه دارنده با فاصله مشخص قرار میگیرد و یک بازوی متحرک، در یک نقطه مشخص از تیر نمونه، یک بارگذاری نیرویی اعمال می کند( برای نتایج دقیقتر، بهتر است نقطه سوم به نقطه میانی دو پایه نگهدارنده نزدیکتر باشد؛ ضمنا اگر نیرو به صورت متمرکز وارد شود ممکن است در اثر تمرکز تنش، نتایج آزمایش از واقعیت دور شوند که مطلوب نیست؛ برای جلوگیری از این موضوع، در انتهای بازوی متحرک یک جزء اضافی قرار دارد که نیرو را به شکل گسترده تر وارد کند).
پارامتر های استحکامی مختلف، بدین طریق محاسبه میشوند:
تنش کششی:
{\displaystyle \sigma _{f}={\tfrac {3FL}{2bd^{2}}}}     برای نمونه با مقطع مستطیل شکل
{\displaystyle \sigma _{f}={\tfrac {FL}{\pi R^{3}}}}     برای نمونه با مقطع دایروی

کرنش کششی:
{\displaystyle \epsilon _{f}={\tfrac {6Dd}{L^{2}}}}
مدول یانگ:
{\displaystyle E={\tfrac {L^{3}m}{4bd^{3}}}}

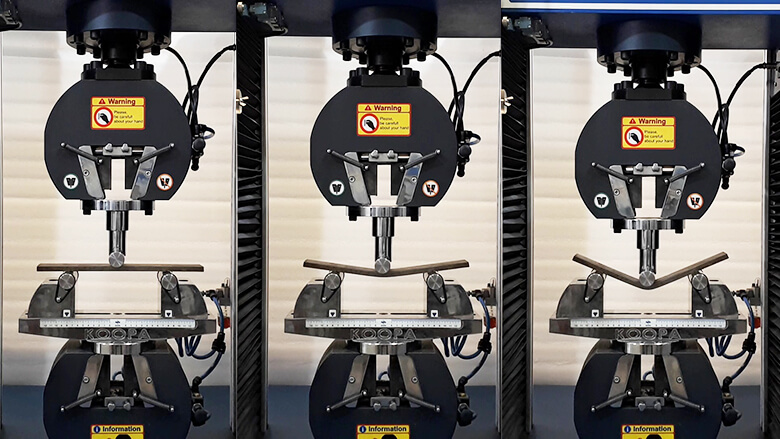
نوعی چیدمان در آزمون خمش سه نقطه ای.[https://www.koopaco.com/ .koopaco.com

که در روابط بالا، نماد ها در معانی زیر به کار رفته اند:

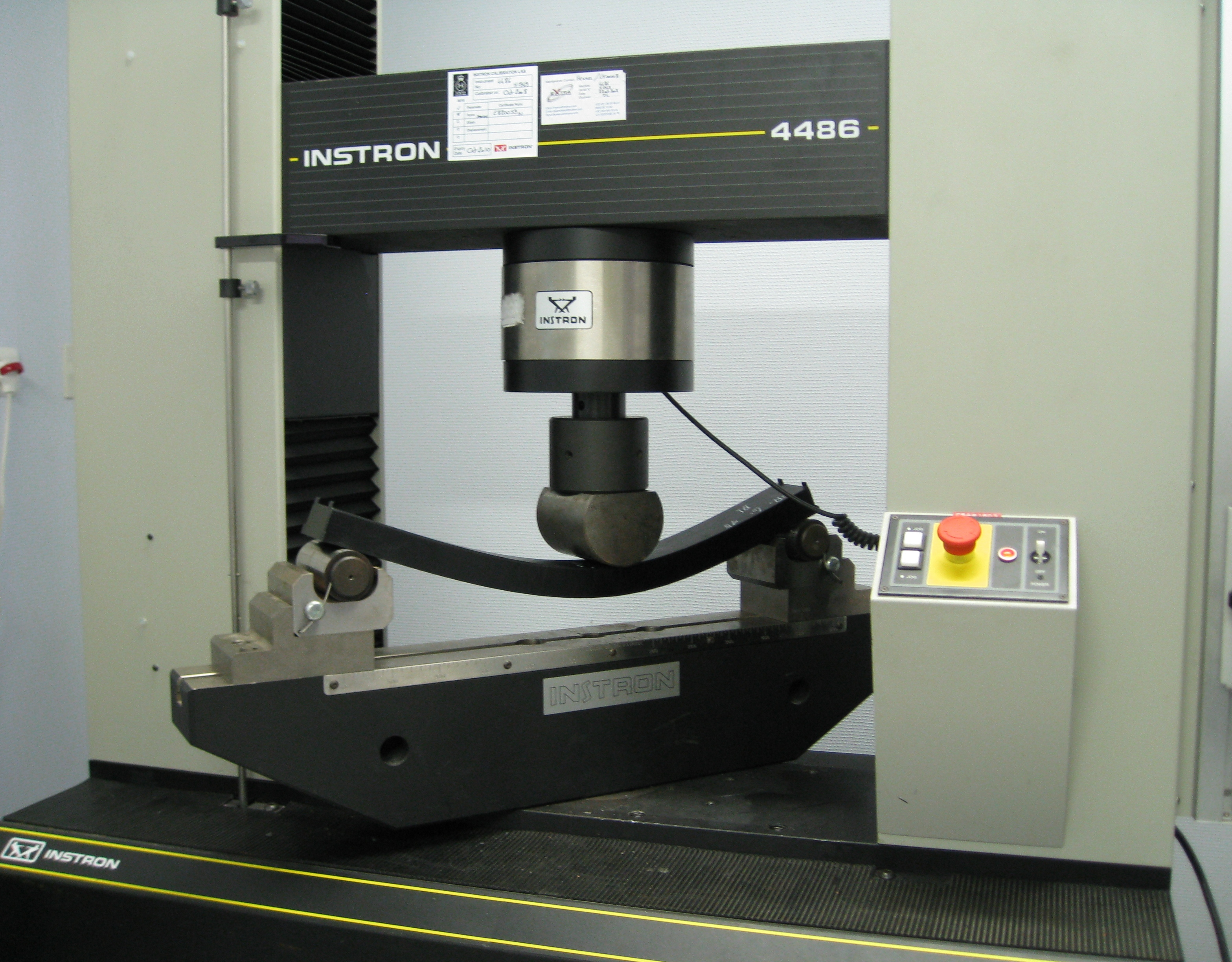
Test fixture on universal testing machine for three point flex test

{\displaystyle \sigma _{f}}: تنش در لایه خارجی (بیرونی-سطحی) نمونه در نقطه میانی (Pa)
{\displaystyle \epsilon _{f}}:کرنش در سطح خارجی نمونه (m/m)
{\displaystyle E}: مدول یانگ ماده (Pa)
{\displaystyle F}: میزان نیروی اعمال شده در نقطه سوم توسط بازوی متحرک (N)
{\displaystyle L}: فاصله دو پایه (نقطه) نگه دارنده (m)
{\displaystyle b}: عرض تیر نمونه (m)
{\displaystyle d}: ضخامت نمونه (m)
{\displaystyle D}: حداکثر انحراف مرکز تیر (m)
{\displaystyle m}: شیب اولیه منحنی بار - جابه جایی (در محل هایی که نمودار هنوز مستقیم الخط است.) (N/m)
{\displaystyle R}: شعاع تیر نمونه (m) 

## آزمون مقاومت در برابر شکستگی (چقرمگی شکست)
چقرمگی شکست یک نمونه را نیز می توان با استفاده از آزمون خمش سه نقطه ای تعیین کرد. ضریب شدت تنش در محل یک ترک در یک چیدمان "خمش ترک دار"، عبارت است از:
{\displaystyle K_{1}={\frac {4P}{B}}{\sqrt {\frac {\pi }{W}}}[1.6({\frac {a}{W}})^{\frac {1}{2}}-2.6({\frac {a}{W}})^{\frac {3}{2}}+({\frac {a}{W}})^{\frac {5}{2}}-21.2({\frac {a}{W}})^{\frac {7}{2}}+21.8({\frac {a}{W}})^{\frac {9.0}{2}}]}

نمونه ترک دار خمشی (تک لبه) (نمونه خمشی سه نقطه ای نیز نامیده می شود). برای آزمایش مقاومت در برابر شکست.

در رابطه بالا، P بار اعمال شده، B ضخامت نمونه ، a طول ترک و W عرض نمونه است. در یک آزمون خمشی سه نقطه ای، شکاف مورد نظر، به وسیله یک بارگذاری چرخه ای  و در اثر خستگی نمونه در محل مورد نظر ایجاد می شود. طول ترک اندازه گیری می شود، سپس نمونه به صورت یکنواخت تحت بارگذاری قرار می گیرد. برای تعیین نیرویی که ترک در آن شروع به رشد می کند از نمودار بار-جابجایی دهانه ترک استفاده می شود. این نیرو برای یافتن مقاومت در برابر شکست ماده، در فرمول زیر استفاده می شود:
{\displaystyle K_{I}={\frac {6P}{BW}}a^{\frac {1}{2}}Y}
که در آن:
{\displaystyle Y={\frac {1.99-a/W(1-a/W)(2.15-3.93a/W+2.7(a/W))^{2}}{(1+2a/W)(1-a/W)^{\frac {3}{2}}}}}
توجه شود که هرچه میزان چقرمگی شکست ماده ای بالاتر باشد، رشد ترک ها در آن کندتر و سخت تر خواهد بود.